# Allschwil
Allschwil is een gemeente en plaats in het Zwitserse kanton Basel-Landschaft grenzend aan Basel en in het westen aan Frankrijk. Allschwil, op gemiddeld 285 meter hoogte, maakt deel uit van het district Arlesheim.
Allschwil, met 21.374 inwoners (2020), heeft in het oude dorpscentrum nog een aantal schilderachtige vakwerkhuizen en pittoreske straatjes. Ten zuiden van Allschwil is het Allschwiler Wald met op 351 m hoogte een 42 m hoge watertoren (1973). De moderne watertoren heeft sinds 1983 een panoramaplatform, welke in het zomerseizoen op een beperkt aantal dagen toegankelijk is voor het publiek. Elders in het Allschwiler Wald, aan de Mülibach, bevindt zich sinds 2007 de kleine stuwdam 'Isigs Brüggli'.
Het lokale nieuws wordt wekelijks verzorgd door het Allschwiler Wochenblatt (1921), een huis-aan-huisblad dat een gratis en betaalde uitgave kent.
Allschwil maakte van 1792 tot 1815 deel uit van Frankrijk (departement Mont-Terrible en Haut-Rhin) en heeft sinds april 1984 een stedenband met het Duitse Pfullendorf.